# آلفرد شوتس
آلفرد شوتس انگلیسی: Alfred Schütz؛ (۱۳ آوریل ۱۸۹۹ – ۲۰ مهٔ ۱۹۵۹) دانشمند اجتماعی اتریشی و بنیان‌گذار جامعه‌شناسی پدیدارشناسانه بود. نظریه شوتس به شدت انتزاعی است.

## زندگی‌نامه
شوتس در سال ۱۸۹۹ در شهر وین متولد شد. تحصیلات خود را در این شهر طی کرد و از دانشگاه وین در رشتهٔ حقوق فارغ‌التحصیل شد. بعد از آن به شغل بانک‌داری روی آورد و تا آخر عمر خویش در این حرفه فعالیت کرد. با این‌که شغل بانک‌داری از نظر اقتصادی برای او مطلوب بود اما درگیر علاقهٔ خود به کارهای نظری شد و حاصل آن جامعه‌شناسی پدیدارشناختی بود. شوتس در دههٔ ۱۹۲۰ با این‌که خود فردی دانشگاهی نبود اما به واسطهٔ دوستانش که وابسته به دانشگاه بودند در بسیاری از سخنرانی‌های غیررسمی و محافل بحث و نظر حضوری فعال داشت. او توجهی خاصی به نظریه‌های جامعه‌شناختی ماکس وبر پیدا کرده بود و به کار وبر دربارهٔ کنش و نمونهٔ آرمانی علاقه‌مند شده بود. با این‌که شوتس متأثر از وبر بود اما تلاش می‌کرد تا کاستی‌های نظرات وبر را از طریق تلفیق آن با نظریه‌های فیلسوفانی چون ادموند هوسرل و هانری برگسون برطرف کند. حاصل کار شوتس به انتشار کتاب پدیدارشناسی جهان اجتماعی در ۱۹۳۲ منجر شد. کتابی که با تأخیر در سال ۱۹۶۷ به زبان انگلیسی ترجمه شد ولی بعد از آن به یکی از آثار مهم رشتهٔ جامعه‌شناسی تبدیل شد.
شوتس با نزدیک شدن به جنگ جهانی دوم و گسترش نازیسم در اتریش و اروپا، به آمریکا مهاجرت کرد و چندین سال به عنوان مشاور حقوقی در چند بانک مشغول به کار شد و در کنار آن به نوشتن دربارهٔ جامعه‌شناسی پدیدارشناختی و تدریس آن در مدرسه نوین تحقیقات اجتماعی نیویورک می‌پرداخت. بالاخره در سال ۱۹۵۶ او از کارهای حقوقی و بانکی دست کشید و تمام وقت خود را برای آموزش و نوشتن دربارهٔ جامعه‌شناسی پدیدارشناختی گذاشت. با این‌که شوتس به دلیل فعالیت غیرعادی در جامعه‌شناسی در سراسر عمر در حاشیهٔ این رشته قرار داشت اما نفوذ تأثیرگذاری بر دانشجویان خود، از جمله پیتر برگر، تامس لاکمن و هارولد گارفینکل گذاشت.

## آرا و افکار
آلفرد شوتز بیش از هر چیز با گسترش پدیدارشناسی در حوزهٔ علوم اجتماعی شناخته می‌شود. او مفاهیم بنیادی ادموند هوسرل، به‌ویژه «زیست‌جهان» (*Lebenswelt*) را اخذ کرد و آن را با رهیافت تفسیری در جامعه‌شناسی پیوند زد. شوتز معتقد بود که جهان اجتماعی نه از طریق قوانین طبیعی، بلکه از رهگذر معانی‌ای که فاعلان انسانی به کنش‌هایشان می‌دهند، فهم‌پذیر است.
زیست‌جهان نزد شوتز، جهانِ بدیهی و روزمره‌ای است که افراد در آن زاده می‌شوند، عمل می‌کنند، و با دیگران تعامل دارند. این جهان پیشافلسفی، ساختاری از شناخت‌های ضمنی، سنت‌ها و الگوهای عمل است که به‌طور بین‌الاذهانی میان کنشگران مشترک است. دستگاه مفهومی شوتز برای تبیین این زیست‌جهان، بر چند مفهوم کلیدی استوار است:

### بدیهی‌انگاری (natural attitude)
حالتی ذهنی که در آن، افراد جهان را به صورت بدیهی، پایدار و قابل پیش‌بینی تجربه می‌کنند. این حالت، مبنای ادراکات و تعاملات روزمره است.

### انبان دانش (stock of knowledge)
مجموعه‌ای از دانش‌ها، تجربیات تاریخی و باورهای عمومی که فرد در طی زندگی کسب کرده و برای تفسیر جهان به کار می‌برد. این دانش درونی‌شده، ساخت اجتماعی واقعیت را ممکن می‌کند.

### نظام مربوطیت‌ها (system of relevances)
افراد، بسته به موقعیت‌های زیستی و زمینه‌های زیست‌جهان خود، به جنبه‌هایی خاص از واقعیت توجه دارند. این اولویت‌بندی‌های ذهنی، ساختار «مربوط بودن» واقعیت را شکل می‌دهد.

### سنخ‌سازی (typification)
فرآیند دسته‌بندی و ساده‌سازی تجربه‌ها و افراد از طریق قالب‌های کلی. ما دیگران را نه به‌صورت منحصر‌به‌فرد، بلکه در قالب‌های اجتماعی همچون «راننده»، «معلم» یا «مهاجر» درک می‌کنیم.

### بین‌الاذهانی بودن (intersubjectivity)
شوتز نشان می‌دهد که معنا در جهان اجتماعی، از طریق اشتراک ذهنی میان فاعلان انسانی ساخته می‌شود. این «بین‌الاذهانی بودن» امکان تعامل و فهم مشترک را فراهم می‌کند.

### واقعیت‌های چندگانه (multiple realities)
تجربه انسانی تنها محدود به واقعیت روزمره نیست. افراد میان حوزه‌های مختلف تجربه، مانند دنیای رویا، هنر، علم یا مذهب جابه‌جا می‌شوند. هرکدام از این «واقعیت‌ها» ساختاری متفاوت دارد که باید جداگانه فهمیده شود.
شوتز تأکید می‌کند که هدف علوم اجتماعی باید «فهم کنش از منظر کنشگر» باشد. او پایه‌گذار نوعی معرفت‌شناسی تفسیری در جامعه‌شناسی است که بعدها بر اندیشمندان متعددی چون پیتر برگر، توماس لاکمن، یورگن هابرماس، و هارولد گارفینکل تأثیر گذاشت.
برای بررسی کامل‌تر مفاهیم نظری او، مراجعه کنید به:
- پدیدارشناسی اجتماعی
- زیست‌جهان
- جامعه‌شناسی تفسیری